# Traktat w Küczük Kajnardży
Traktat w Küczük Kajnardży (tur. Küçük Kaynarca) – traktat pokojowy pomiędzy Imperium Rosyjskim a Imperium Osmańskim kończący V wojnę rosyjsko-turecką 1768-1774, podpisany 21 lipca 1774 w Kajnardży (dziś Bułgaria).

## Postanowienia
- Imperium Osmańskie oddawało Imperium Rosyjskiemu część Jedysanu, położoną pomiędzy Dnieprem i Bohem[1]. Rosja zyskała tym samym drugi (po Azowie) dostęp do Morza Czarnego poprzez port w Chersoniu.
- Imperium Rosyjskie uzyskało także północnokaukaską Kabardę[1].
- Strzegące przepływu przez Cieśninę Kerczeńską i dostępu do Morza Azowskiego port Kercz i twierdza Jenikale przeszły we władanie rosyjskie[1].
- Turcja zrzekła się zwierzchności nad Chanatem Krymskim, który formalnie stał się niepodległy[1]. Dodatkowo do ziem chanatu przyłączono (poprzednio tureckie) obszary ejaletu Kaffy a także Oczaków i ziemie Nogajów (między Bohem a Dniestrem)[2]. Chanat obejmował zatem swoim zasięgiem cały Krym, Kubań, Jedysan oraz ziemie po Berdę, Końską Wodę i Dniepr. Sułtan zachowywał jedynie formalną zwierzchność nad chanatem jako kalif[3] – to jest religijny przywódca muzułmanów – co stanowiło pierwsze, dyplomatyczne uznanie tego tytułu. Wkrótce jednak chanat stał się protektoratem rosyjskim i ostatecznie został anektowany przez Katarzynę II w 1783[1].
- Statki rosyjskie uzyskały prawo swobodnego przepływu przez Cieśniny tureckie[1].
- Rosja uzyskała status protektora prawosławnych w księstwach naddunajskich, które powróciły do statusu wasalnego wobec Porty[1].
- Kupcy chrześcijańscy z Imperium Osmańskiego uzyskali prawo pływania pod banderą rosyjską[1].
- Rosjanie uzyskali zgodę na budowę cerkwi w Istambule[a][1].
- Traktat oddawał Austrii okupowaną przez nią od I rozbioru Rzeczypospolitej Bukowinę.
- Znosił także postanowienia traktatu w Niszu z 1739: zakaz żeglugi rosyjskiej po Morzu Azowskim i wznoszenia fortyfikacji w rejonie Azowa.